# 항공기

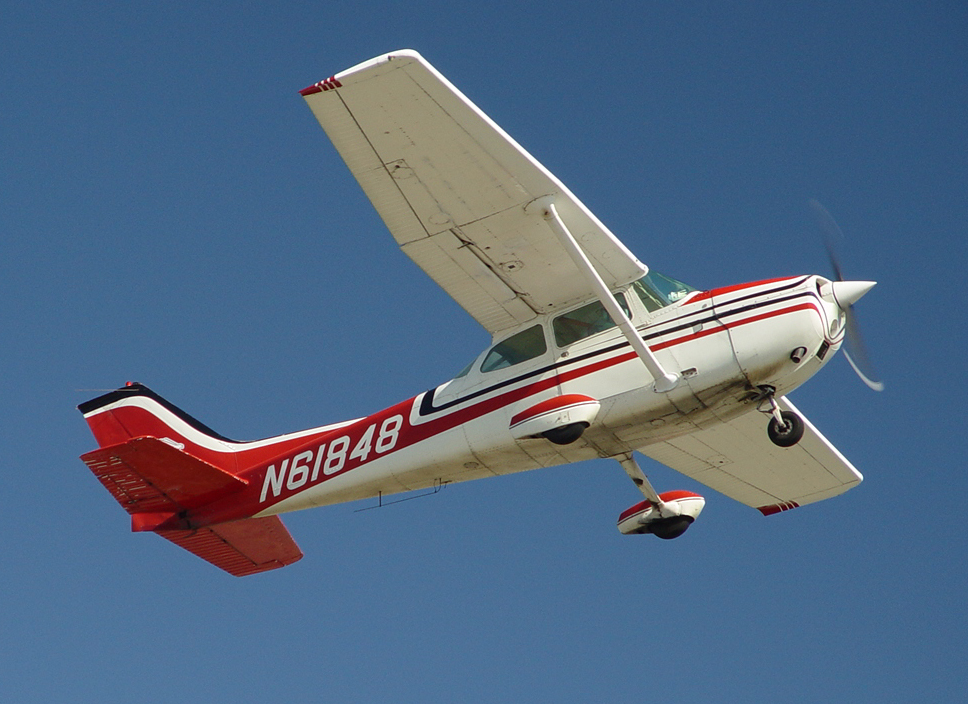
역사상 가장 많이 생산된 항공기인 세스나 172 스카이호크

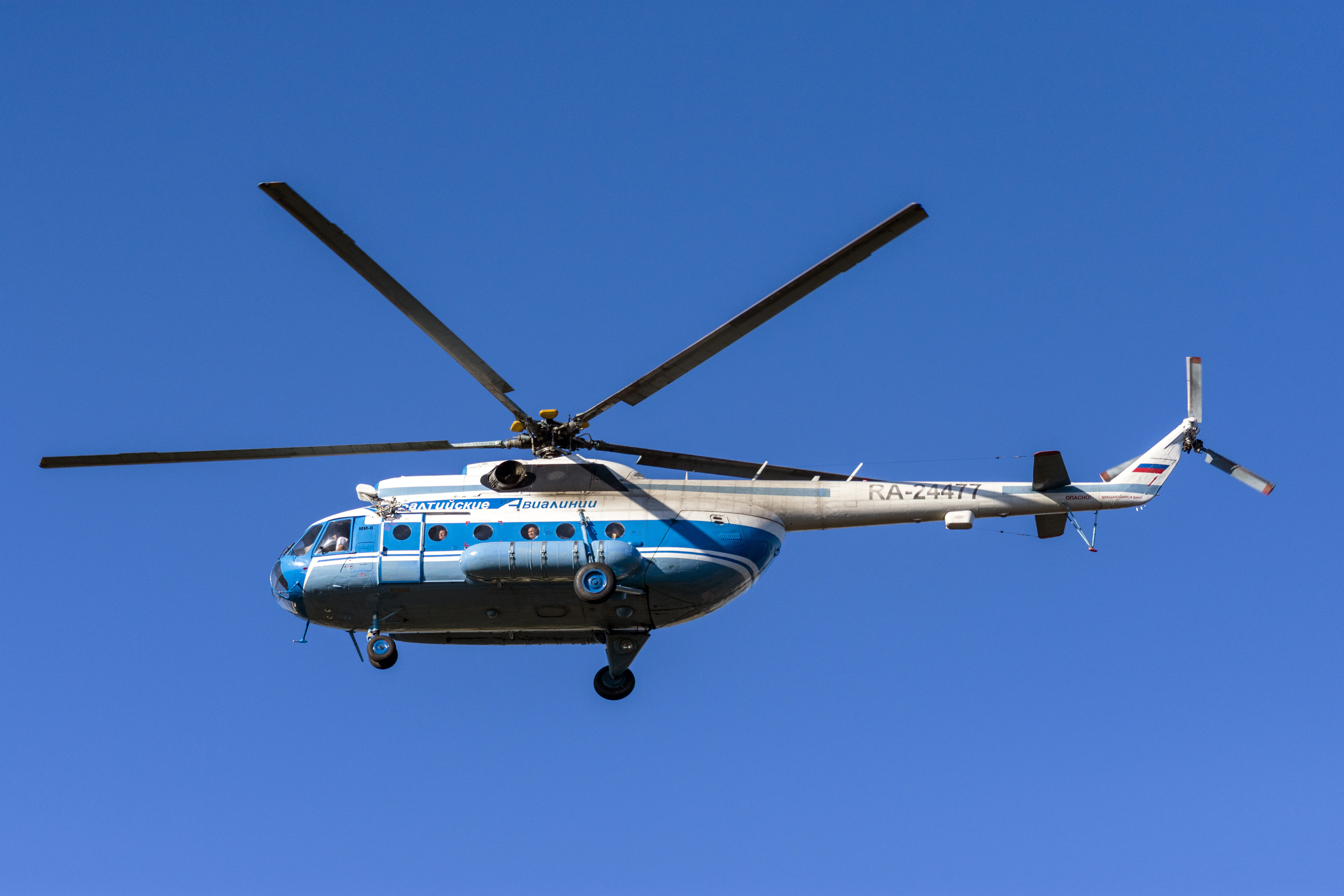
역사상 가장 많이 생산한 헬리콥터인 밀 Mi-8

항공기(航空機, 영어: aircraft)는 사람이나 물건을 싣고 공중을 날 수 있는 탈것 또는 날 수 있는 기계(flying machine)를 통틀어 이르는 말이다. 우주발사체나 우주선, 미사일 등은 포함하지 않는다.
비행기, 글라이더, 헬리콥터, 비행선(non-rigid airship 포함), 기구 등 사람이 탑승하는 모든 비행체를 가리킨다. 비행선과 기구는 공기보다 가벼운 기체를 이용하는 항공기이며, 공기보다 비중이 가벼운 기체(수소가스 ·헬륨가스 ·열공기)를 기밀성(氣密性) 주머니에 밀봉하여, 그 주머니가 배제한 부피의 공기와의 무게의 차, 즉 ‘정적(靜的)인 부력’을 이용하여 공중으로 부양한다. 이것에 동력을 장치하고 방향을 조종하면 비행선이다. 항공기 역사상 초기에 등장한 비행선은 군사용으로 개발하여 적국의 상공에 침투하여 폭탄을 투하하는 용도로 활용했다. 이후 비행선은 대형 항공기로서 역할하였으며, 독일의 체펠린(Zeppelin: 1838~1917)이 비행선이 대표적인 비행선으로 손꼽힌다. 1937년 힌덴부르크 호가 폭발하여 수많은 인명피해가 발생하자 비행선 개발은 쇠퇴하였고 이후 비행선은 거의 이용하지 않았다. 이후 비행선을 대체할 항공기 개발을 더욱 가속화하였다. 그리고 동력 없이 자유로이 부양하는 설비를 기구라고 한다. 소형으로 이용하며 특수한 목적에만 부분적으로 이용했으나 최근에는 레저, 스포츠용으로 주로 사용한다.

## 항공기의 종류
공기 작용을 이용하는 데 크게 나누어 두 가지 방법이 있다. 그 하나로서 자루(袋) 속에 공기보다도 더 가벼운 가스, 즉 수소라든가 헬륨 따위를 채워서 그 정적 부력(靜的浮力, 아르키메데스의 원리)을 이용하여 나는 방법이며, 기구·비행선 등 경항공기가 이에 속한다. 기구(氣球)는 자신이 추진 장치가 없으므로 바람 흐름에 따라 날낭아 움직이며, 비행선은 엔진과 프로펠러를 조립한 추진 장치가 있어 자유로이 하늘을 난다. 이 때문에 기구의 가스자루는 구형(球形)이고, 비행선은 날 때 공기저항이적도록 유선형(流線形)으로 만든다.
또 하나의 방법은 날개를 공기 속 달아서 그 상대적인 운동을 하여 생기는 동적(動的)인 부력, 즉 양력(揚力)을 이용하여 나는 것이다. 이들에는 비행기·글라이더(glider, 활공기)·헬리콥터 등 중항공기가 있다. 비행기나 글라이더는 날개를 파닥거리거나 돌리거나 하지 않는 이른바 고정날개(固定翼)이므로 공기 속을 어느 속도 이상으로 달리지 않으면 자기 무게를 지탱할 정도의 양력을 얻을 수 없다. 비행기와 글라이더의 차이점은 비행선과 기구의 경우와 마찬가지로 비행기에는 추진 장치(推進裝置)가 있지만 글라이더에는 없다. 이와 반대로 헬리콥터는 몇 장의 날개가 수직으로 된 축의 둘레를 빙빙 돌아서 양력을 발생하는 이른바 회전날개(回轉翼)가 있어 헬리콥터 자신은 공기 속에서도 정지한다. 고정익과 회전익 양쪽 성격을 가진 항공기인 수직이착륙기(VTOL)가 있다. 최근 미국에서는 오스프리라는 수직이착륙기를 실용화한다.
이와 같이 항공기에는 많은 종류가 있으나, 현재 사용 기종은 비행기와 헬리콥터뿐이며, 그 밖의 것은 스포츠용으로 극히 소수가 사용한다. 비행기 중에서 프로펠러를 엔진으로 돌려 그 힘으로 추진하면 프로펠러기, 가스를 후방으로 뿜어내어 그 반동으로 생기는 힘으로 전진하면 제트기라고 한다.

### 탑승시에 따른 분류
- 유인 항공기
- 무인 항공기(UAV)

### 중항공기
공기보다 무거운 항공기
- 비행기
- 헬리콥터

### 경항공기
공기보다 가벼운 항공기
- 비행선
- 기구
  - 열기구
- 글라이더

### 동력 항공기
- 헬리콥터
- 비행기
  - 초경량 항공기
  - 경비행기
- 비행선
- 오토자이로
- 멀티콥터
  - 쿼드콥터

### 무동력 항공기
- 글라이더
- 기구
  - 열기구

#### 동력 방식
- 제트기
- 터보프롭기

### 용도
- 훈련기
- 군용기
  - 전투기
    - 다목적 전투기
    - 전투폭격기

  - 정찰기
  - 폭격기
  - 공격기
  - 전자전기
  - 초계기
  - 군용 수송기
  - 공중조기경보통제기
  - 공중 급유기
  - 요격기
- 민간기
  - 여객기
  - 소방용 항공기
  - 화물기
  - 우편기

이밖에도 경찰용, 비즈니스용 등 정부기관이나 기업 혹은 민간단체에서도 다양한 용도로 사용되는 경우가 많다.

### 착륙 방식
- 수직 이착륙기(VTOL)
- 단거리 이착륙기(STOL)
- 수상기
  - 비행정

## 비행기 기관
- 날개
- 제트 엔진
- 터보프롭 엔진

## 구조와 강도
항공기는 공기 속을 고속으로 운동하므로 매우 심한 바람 힘을 기체가 받는다. 바람을 견디도록 견고하게 무작정 두꺼운 금속을 사용한다면 그만큼 무거워 성능이 떨어진다. 따라서 되도록 가볍고 견고한 구조로 해야 한다.
현재 여러 가지 비행기는 알루미늄합금의 얇은 판제로서 동체와 날개의 형태를 이루고 도리와 쇠오리를 안에 넣어 튼튼하게 한다. 기체가 받는 하중을 대부분 금속판으로 만든 외피로 지탱한다. 이 구조를 모노코크 구조(Monocoque construction)라고 한다.
비행기를 설계에는 비행기가 직면할 모든 경우를 상정하여, 받는 힘에 견딜 만한 강도를 유지하도록 한다. 그리고 실제 비행기를 사용하여 철저하게 강도시험을 하고, 설계와 비교하여 정확하게 제작했는지 확인한다.

## 항공기를 소재로 한 작품

### 게임
- 플라이트 시뮬레이터 시리즈
- DCS worde 월드 리버래이션

## 같이 보기
- 항공기 스팟팅 - 항공기 추적 등의 항공기 매니아들의 취미활동
- 항공기 연료
- 항공학
- 로터크래프트(en:Rotorcraft, 회전익기)
- 항공모함
- 항공
- 비행 조종
- 글라이딩
- 우주선
- 라이트 형제
- 보잉
- 에어버스
  - 에어버스 A380
- 공군
- 에어쇼
- 글라이더
- 고무동력기
- 오토파일럿
- 우주왕복선(스페이스셔틀)
- 항공기 엔진
- 비행의 환경적 영향(영어판)
- 이온추진 항공기(이오노크래프트)
- 새
- 날개